# Steven Croft (évêque)
Steven John Lindsey Croft (né le 29 mai 1957) est un évêque et théologien de l'Église d'Angleterre spécialisé dans la mission. Il est évêque d'Oxford depuis la confirmation de son élection le 6 juillet 2016. Il est évêque de Sheffield de 2008 à 2016 ; auparavant, il est missionnaire des archevêques et chef d'équipe de Fresh Expressions, une initiative conjointe de l'Église d'Angleterre et des méthodistes. Il s'inscrit dans la tradition évangélique ouverte de l'Anglicanisme.

## Jeunesse et éducation
Croft est né le 29 mai 1957. Il fréquente la Heath Grammar School à Halifax et étudie les classiques et la théologie au Worcester College, à Oxford, où il obtient son diplôme en 1980. Il se forme pour l'ordination à Cranmer Hall, Durham, obtenant un doctorat en philosophie (PhD) en 1984 avec sa thèse L'identité de l'individu dans les Psaumes.

## Ministère
Croft est ordonné diacre dans le diocèse de Londres le 25 septembre 1983 par Bill Westwood, évêque d'Edmonton, à St Andrew's Enfield. L'année suivante, il est ordonné prêtre par Graham Leonard, évêque de Londres, à la cathédrale Saint-Paul le 23 septembre 1984. De 1983 à 1987, il est vicaire de l'église paroissiale de St Andrew's Enfield. Par la suite, il devient vicaire d'Ovenden, une paroisse de zone urbaine prioritaire du diocèse de Wakefield, de 1987 à 1996. En 1997, Croft est nommé membre du Conseil évangélique de l'Église d'Angleterre, dont il a fait partie jusqu'en 2000.
De 1996 à 2004, il est directeur de Cranmer Hall. De 2004 à 2008, il est Missionnaire des archevêques et premier chef d'équipe de Fresh Expressions. Croft est nommé par les archevêques de Canterbury et York pour aider à fonder Fresh Expressions, une initiative conjointe de l'Église d'Angleterre et des méthodistes « pour aider les chrétiens de toute dénomination à réfléchir aux moyens de démarrer et de développer de nouvelles expressions d'église dans leur région ». En reconnaissance de ce travail, il reçoit la croix d'argent de Saint-Augustin par l'archevêque de Cantorbéry.
Croft est nommé évêque de Sheffield, succédant à Jack Nicholls, qui prend sa retraite en juillet 2008, et officiellement élu par le chapitre de la cathédrale de Sheffield en novembre 2008, il est consacré comme évêque par John Sentamu, archevêque d'York, le 25 janvier 2009 à la cathédrale d'York et commence à travailler dans le diocèse après son intronisation officielle le 9 mai 2009.
En 2012, Croft est nommé par Rowan Williams, archevêque de Cantorbéry, pour être le délégué fraternel anglican au synode sur la Nouvelle Évangélisation qui se tient à Rome.
Croft devient membre de la Chambre des lords le 15 juillet 2013. Le 12 avril 2016, il est nommé évêque d'Oxford est élu à ce siège et cette élection est confirmée au palais de Lambeth le 6 juillet 2016, date à laquelle Croft devient l'évêque d'Oxford. Il est (ré-)introduit à la Chambre haute en tant qu'évêque d'Oxford le 19 juillet 2016. Croft est le premier évêque d'Oxford à résider au nouveau Bishop's Lodge, Kidlington ; « Pendant des décennies » auparavant, les évêques résidaient à Linton Road dans le nord d'Oxford.
Il fait l'objet de critiques, pour ne pas avoir agi, après des signalements par des victimes de viols commis par des religieux. Ces accusations ont fait l'objet d'une enquête de police en 2018.

## Publications
- L'identité de l'individu dans les Psaumes, Sheffield Academic Press, 1987 (ISBN 978-1-85075-021-5).
- Cultiver de nouveaux chrétiens, CPAS/Marshall Pickering, 1993 (ISBN 978-0-551-02701-5).
- Faire de nouveaux disciples, Marshall Pickering, 1994 (ISBN 978-0-551-02862-3).
- Emmaüs : le chemin de la foi (avec Stephen Cottrell, John Finney, Felicity Lawson et Robert Warren), NS/CHP, six volumes, 1996 ; deux tomes, 1998; deuxième édition 200–2003.
- D'homme à homme : amitié et foi, Ligue pour la lecture, 1999 (ISBN 978-1-85999-308-8).
- Ministère en trois dimensions : Ordination et leadership dans l'Église locale, DLT, 1999, deuxième édition, 2008 (ISBN 978-0-232-52743-8).
- Travelling Well: A compagnon guide to the Christian Faith (avec Stephen Cottrell), NS/CHP, 2000. (ISBN 978-0-7151-4935-5) (ISBN 978-0-7151-4935-5).
- Le Seigneur est ressuscité : Luc 24, Emmaüs Bible Resources 1, NS/CHP, 2002 (ISBN 978-0-7151-4971-3).
- Voyages missionnaires, Église missionnaire : Actes 13-20, Emmaüs Bible Resources 2, NS/CHP 2002 (ISBN 978-0-7151-4972-0).
- Transformer les communautés : réimaginer l'Église pour le 21e siècle, DLT, 2002 (ISBN 978-0-232-52456-7).
- A Theology of Christian Leadership in Focus on Leadership, Foundation for Church Leadership, 2005.
- Apprendre pour le ministère (avec Roger Walton), CHP, 2005 (ISBN 978-0-7151-4053-6).
- Evangelism in a Spiritual Age (avec Rob Frost, Mark Ireland, Anne Richards, Yvonne Richmond et Nick Spencer), CHP, 2005 (ISBN 978-0-7151-4054-3).
- Moving on in a Mission Shaped Church (livret avec George Lings), CHP, 2005 (ISBN 978-0-7151-4078-9).
- Starting a Fresh Expression (livret avec George Lings et Claire Dalpra), CHP 2006 (ISBN 978-0-7151-4096-3).
- Listening for Mission (livret avec Bob Hopkins et Freddy Hedley) CHP, 2006 (ISBN 978-0-7151-4099-4).
- Bishops' Mission Orders: a Beginners' guide (livret avec Paul Bayes) CHP, 2008 (ISBN 978-0-7151-4169-4).
- Encourager les nouvelles expressions (livret), Fresh Expressions, 2008 (ISBN 978-0-9560005-1-4).
- L'avenir du système paroissial: façonner l'Église d'Angleterre pour le 21e siècle (éditeur et contributeur), CHP, 2006 (ISBN 978-0-7151-4034-5).
- Le Calendrier de l'Avent (un roman pour adultes et enfants), DLT, 2006 (ISBN 978-0-232-52680-6).
- Questions en forme de mission: définir les problèmes de l'église d'aujourd'hui, (éditeur et contributeur), CHP, 2008 (ISBN 978-0-7151-4153-3).
- Reflections for Daily Prayer: Advent to 2 before Lent (section sur l'Ecclésiaste), CHP, 2008 (ISBN 978-0-7151-4160-1).
- Le peuple de Jésus - Ce que l'église devrait faire ensuite, CHP, 2009 (ISBN 978-0-7151-4187-8).